# Johann Christoph Gottsched

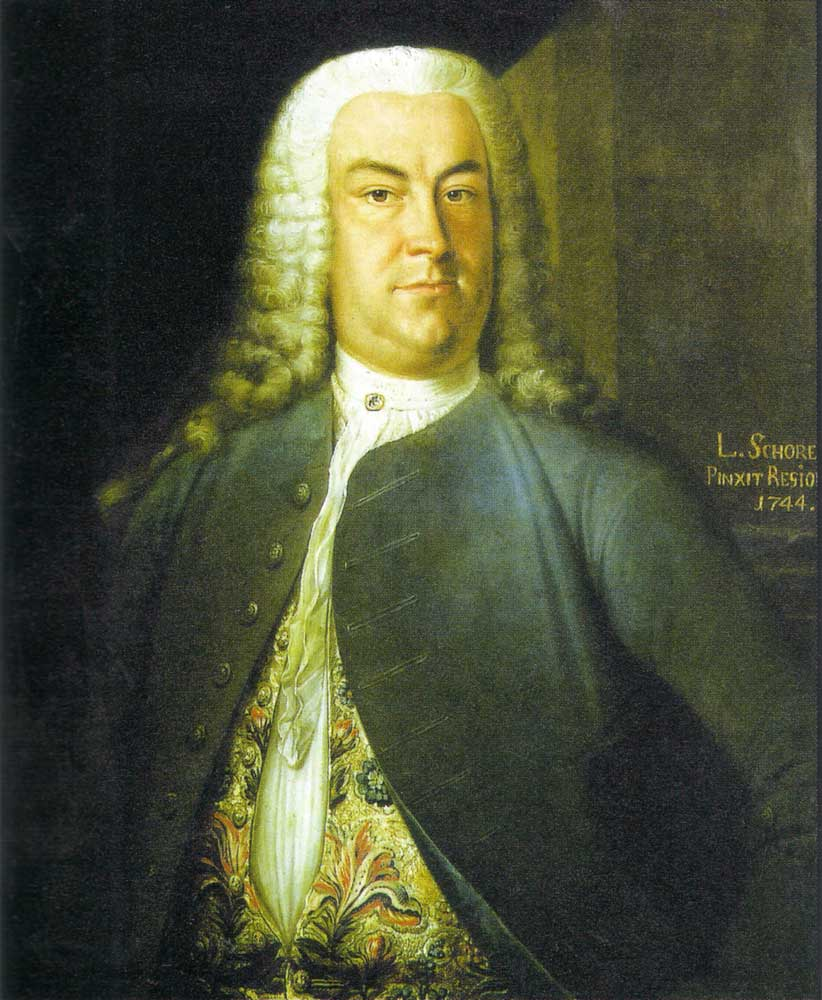
Johann Christoph Gottsched

Johann Christoph Gottsched, född 2 februari 1700 i Juditten, nära Königsberg, död 12 december 1766 i Leipzig, var en tysk författare och estetiker.
Han studerade filosofi och estetik i Königsberg och började 1725 hålla estetiska föreläsningar i Leipzig samt blev 1730 professor i poesi och 1734 professor i logik och metafysik vid därvarande universitet. Från 1729 till 1740 gällde Gottsched som den förnämsta auktoriteten i estetiska frågor i Tyskland. Genom sin bok ”Erste Gründe der gesamten Weltweisheit” (1734) verkade han för utbredningen av Christian von Wolffs filosofi i Tyskland och sökte i dennes anda införa ordning och grundlighet inom litteraturen. Gottsched fordrade naturlighet och förnuftsenlighet samt strävade efter en enhetlig reglering på alla områden. Han bekämpade därför både den lohensteinska skolans svulst och de ansatser till fantasirik och storslagen poesi, som röjdes i förkärleken för den engelska litteraturen hos de schweiziska författare Johann Jakob Bodmer och Johann Jakob Breitinger. Sitt ideal såg Gottsched i den fransk-klassiska vitterheten, och hans litterära strid gällde till stor del teatern, där han införde och gjorde härskande det franska dramat. Detta betydde på samma gång en återförening mellan litteratur och teater. I språkligt avseende skaffade Gottsched det högtyska skriftspråket inträde i de katolska områdena i södra och västra Tyskland.
Gottsched utgav även åtskilliga tidskrifter, "Die vernünftigen Tadlerinnen" (1725 ff.), "Der Biedermann" (1727), "Beiträge zur kritischen Historie der deutschen Sprache, Poesie und Beredsamkeit" (1732-44) med flera, vilka anslöt sig till de engelska moraliska tidskrifterna.
1901 stiftades i Berlin ett Gottschedgesellschaft, som utgav skriften "Gottschedhalle" och främjade kännedomen om Gottscheds verk och betydelse.

## Skrifter
- Ausführliche Redekunst (1728)

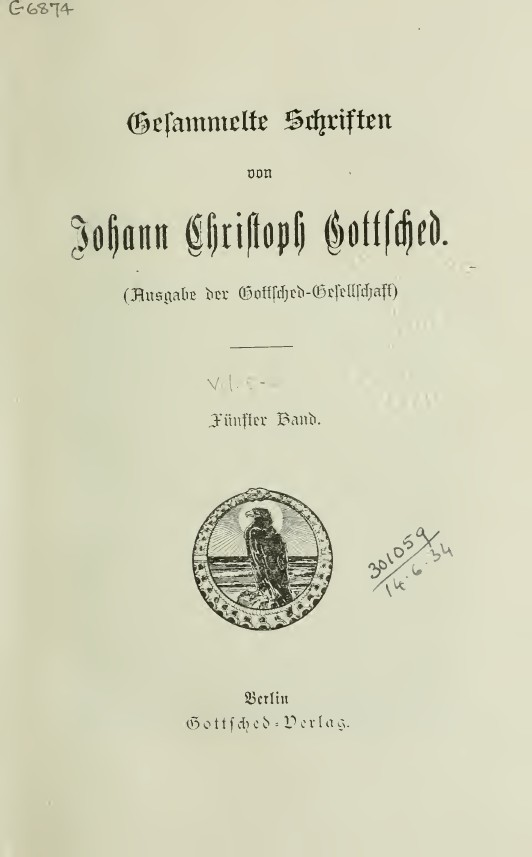
Gedichte

- Versuch einer kritischen Dichtkunst (1730)
- Grundlegung einer deutschen Sprachkunst (1748)
- Nötiger Vorrat zur Geschichte der deutschen dramatischen Dichtkunst (1757-65).